# Lycianthes kaernbachii
Lycianthes kaernbachii là loài thực vật có hoa trong họ Cà. Loài này được (K. Schum. & Lauterb.) Bitter mô tả khoa học đầu tiên năm 1919.